# بارت باسيت
بارت باسيت (بالإنجليزية: Bart Bassett)‏ هو سياسي أسترالي، ولد في 4 مارس 1961 في سيدني في أستراليا. حزبياً، نشط في الحزب الليبرالي الأسترالي. وقد انتخب عضو الجمعية التشريعية نيو ساوث ويلز.